# 임팩트 녹아웃 챔피언십

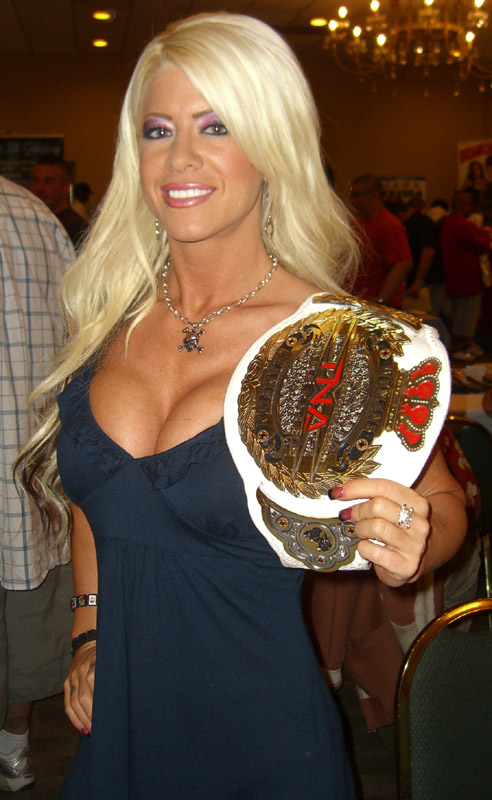

TNA 녹아웃 월드 챔피언십(TNA Knockouts World Championship)은 TNA에 속한 챔피언십중 하나이며, 여성 챔피언십이기도 하다.

## 역사
2007년 TNA가 여성 디비전을 재활성화시키기로 계획하면서 WWE와 인디 프로레슬링 단체를 거친 여러 여성레슬러들을 영입하고 2007년 최대 PPV인 바운드 포 글로리에서 초대 챔피언을 결정하기 위한 건들릿 포 골드 배틀로얄 경기를 주선한다. WWE 출신인 한국계 게일 김이 우승을 차지하면서 초대 챔피언이 된다.

## 역대 타이틀 명칭
| 타이틀 명칭                   | 연도                               |
| ----------------------------- | ---------------------------------- |
| TNA 녹아웃 챔피언십           | 2007년 10월 14일 ~ 2017년 3월 2일  |
| 임팩트 레슬링 녹아웃 챔피언십 | 2017년 3월 9일 ~ 2017년 7월 2일    |
| GFW 녹아웃 챔피언십           | 2017년 7월 3일 ~ 2017년 10월 23일  |
| 임팩트 녹아웃 챔피언십        | 2017년 10월 23일 ~ 2021년 11월 4일 |
| 임팩트 녹아웃 월드 챔피언십   | 2021년 11월 4일 ~ 2024년 1월 13일  |
| TNA 녹아웃 월드 챔피언십      | 2024년 1월 13일 ~                  |

## 기록들
- 초대 챔피언 : 게일 킴
- 최장수 챔피언 : 타야 발키리 (377일)
- 최단 기간 챔피언 : 타라, 앨리, 게일 킴 (1일)
- 최다 챔피언 : 게일 킴 (7회)
- 최중량급 챔피언 : 어썸 콩 (123kg)
- 최경량급 챔피언 : 브룩 테스마커 (49kg)
- 최고령 챔피언 : 미키 제임스 (43세 135일)
- 최연소 챔피언 : 테일러 와일드 (22세 150일)

## 역대 챔피언
- 게일 킴 (초대 챔피언)
- 어썸 콩
- 테일러 와일드
- 안젤리나 러브
- 타라
- ODB
- 메디슨 레인
- 미키 제임스
- 윈터
- 벨벳 스카이
- 미스 테스마커 / 브룩
- 해벅
- 타린 터럴
- 제이드
- 시에나
- 엘리
- 마리아 카넬리스
- 로즈마리
- 로렐 반 네스
- 수 융
- 테사 블랜차드
- 타야 발키리
- 조르딘 그레이스
- 디오나 퍼라조
- 타샤 스틸즈
- 트리니티
- 마샤 슬라모비치
- 제이시 제인 (현 챔피언)

## 같이 보기
- WWE 위민스 챔피언십 (1956년~2010년)
- WWE 위민스 챔피언십 (2023년)
- WWE 위민스 월드 챔피언십
- WWE 디바스 챔피언십
- WWF 위민스 태그팀 챔피언십
- WWE 위민스 태그팀 챔피언십
- WWE NXT 위민스 챔피언십
- TNA 녹아웃 월드 태그팀 챔피언십
- GFW 위민스 챔피언십
- AEW 위민스 월드 챔피언십